# عزت عوض الله
عزت عوض الله (الإسكندرية، 3 مارس 1934 - 17 أغسطس 1974) مطرب شعبي سكندرى محلي اسمه الحقيقى هو مرقص عوض الله باسيلى مواليد غيط العنب في الإسكندرية، وكان يعمل بقسم الصيانة في مصلحه التليفونات بمنطقة جليم. غنى ولحن مع افتتاح إذاعة إسكندرية المحلية في 26 يوليو سنة 1954.
ذكره نجيب محفوظ في روايته " ميرامار " لأغنيته الشهيرة " يا زايد في الحلاوة عن أهل حينا، وذكره أسامة أنور عكاشة في مسلسل أبو العلا البشرى، لحن أكثر أغانيه ولحن له جلال حرب، محمد الحماقي، محمد غنيم.
غني أكثر من 70 أغنية وغني الكثير من أغانيه لمناطق وأحياء إسكندرية منها «الحلو ساكن بوالينو» و«من بحري» و«هنا إسكندرية»

## أشهر أغانيه
- يازايد في الحلاوة
- نوارة حارتنا
- أنا أصلي إسكندرانى
- قمر الحته
- رتيبة
- الباب المفتوح
- من غير زواق
- أم الضفاير
- نسيب الماضي
- الحلو مش عاجبني
- الحلو هل بطلعته
- اللي بيهجر
- بحبك والسلام
- ماحدش شافك ليه
- من بحري يا ناس
- نوارة حارتنا
- كبرنا ع الحاجات دي
- معداوي
- احتارنا عليك
- ما تحوش ياقمر
- رق حبة
- بيقولو إللي يقولوه
- دول بنات إسكندرية..مشيهم ع البحر غية

## صور وبرامج غنائيه
- سوق راتب
- حسن خولى الجنينة
- حلاوة زمان
- جمالات
- صيف اسكندريه
- قاسم وسمرا
- النيل
- لقاء الاحبة